# 明石猛繁
明石 猛繁（あかし たけしげ、1891年（明治24年）10月12日 - 1941年（昭和16年）7月28日）は、日本の陸軍軍人。最終階級は陸軍主計少将。

## 履歴
高知県香美郡美良布村（現在の香美市）で、明石秀太郎、秀の長男として生まれた。1910年（明治43年）県立第一中学校卒を経て、1914年（大正3年）5月、陸軍経理学校（8期）を卒業した。三等主計に任官し歩兵第43連隊付となり、1920年（大正9年）歩兵第44連隊付となりシベリア出兵に従軍。
1928年（昭和3年）陸軍経理学校高等科を卒業。以後、近衛師団経理部員、陸軍被服本廠員兼陸軍経理学校教育部教官、関東軍司令部付などを務める。1938年（昭和13年）主計大佐に昇進。1939年（昭和14年）第8師団経理部長に就任し満洲国牡丹江省綏陽に赴任したが、1940年（昭和15年）末に急性腎臓炎を発症し、陸軍製絨廠員となる。1941年（昭和16年）2月、陸軍製絨廠長に就任。太平洋戦争直前に東京陸軍病院で戦病死し、同日、陸軍主計少将に進んだ。